# هرکول
هرکول (‎/ˈhɜːrkjʊˌliːz/‎, US: ‎/-kjə-/‎) در اساطیر روم معادل نام رومی پهلوان ایزدگونه یونانی هراکلس، پسر پادشاه خدایان ژوپیتر و زنی فانی به نام آلکمنه است. در اساطیر کلاسیک، هرکول برای داشتن قدرت شگفت‌انگیز و ماجراجویی‌های گسترده خود شهرت داشت، که یک چرخه از شناخته‌شده‌ترین این ماجراها تحت اثر برجسته «دوازده‌خان هرکول» معروف است.
رومیان شمایل‌نگاری و اسطوره‌های این پهلوان یونانی را به‌منظور هنر و ادبیات خود با نام هرکول اقتباس کردند. در پیشینه هنر غرب و ادبیات متأخر و همچنین فرهنگ عامّه، هرکول بیشتر از هراکلس به عنوان نام این پهلوان مورد استفاده قرار می‌گیرد. هرکول شخصیتی چند وجهی با صفات متناقضی دارد، که از این رو به نویسندگان و هنرمندان این امکان را داد تا چگونگی نمایش وی را انتخاب کنند.